# Lakeland terrier
Lakeland terrier – jedna z ras psów, należąca do grupy terierów, zaklasyfikowana do sekcji terierów wysokonożnych. Nie podlega próbom pracy.

## Rys historyczny
Powstała z krzyżówki bedlingtona i old english wirehaired teriera. Używano jej do polowań na borsuki, lisy oraz wydry.

## Wygląd

### Budowa
Lakeland terrier jest psem o mocnych "kwadratowych" proporcjach, podobnym do teriera walijskiego, ale nieco mniejszym. 

### Szata i umaszczenie
Gęste futro chroni przed cierniami i złą pogodą. Futro dorosłego osobnika może przybierać różne kolory, od czarni, poprzez czarne podpalane, rude, aż po pszeniczne.
Szczeniaki często rodzą się ciemne.

## Zachowanie i charakter
Lakeland terrier jest psem żywym, pogodnym i uczuciowym. Pod wieloma względami przypomina teriera walijskiego, jest jednak bardziej żywotny, zdecydowany i uparty. Czujny, wierny i odważny. Wymaga tresury i ma tendencję do hałaśliwości. Tolerancyjny wobec innych psów i dzieci.

## Zdrowie i pielęgnacja
Dobrze znosi warunki niedużego mieszkania, jednak ze względu na swoją aktywność potrzebuje sporej, dziennej dawki ruchu. Nadaje się do różnych „psich sportów” takich jak np. agility.
Żyje od 10 do 12 lat, maksymalnie 16. Rasa ta jest odporna na choroby.